# Анна Мария Мекленбургская
Анна Мария Мекленбургская (нем. Anna Maria zu Mecklenburg; 1 июля 1627, Шверин — 11 декабря 1669, Галле) — принцесса Мекленбург-Шверинская, в замужестве герцогиня Саксен-Вейсенфельсская.

## Биография
Анна Мария — вторая дочь герцога Адольфа Фридриха I Мекленбургского и его первой супруги Анны Марии Ост-Фрисландской, дочери графа Энно III Ост-Фрисландского.
В младенческом возрасте вместе со своими братьями Кристианом и Карлом Анна Мария была вывезена в Швецию из-за угрожавшей Мекленбургу войны, а затем оказалась в Дании у вдовствующей королевы Софии, урождённой герцогини Мекленбургской. С 1629 года Анна Мария воспитывалась вдовствующей курфюрстиной Гедвигой Датской во дворце Лихтенбург близ Преттина. После смерти Гедвиги Анна Мария вернулась в Шверин в 1642 году. Поскольку её мать умерла ещё в 1634 году, Анна Мария знала только отца. На смертном одре отец назвал её своим самым любимым ребёнком, что подтверждает сердечность их переписки. После замужества Анна Мария покинула Шверин и побывала в нём ещё только один раз в 1651 году, чтобы повидаться с отцом. Вместе с супругом Анна Мария проживала в резиденции Магдебургского архиепископства в Галле. После разрушения в войну прежней архиепископской резиденции Морицбург они переехали в возведённый при кардинале Альбрехте Бранденбургском под университет архитектурный комплекс рядом с собором, который с этого момента стал называть Новой резиденцией. Анна Мария была похоронена в церкви дворца Новый Августенбург в Вайсенфельсе.

## Потомки
23 ноября 1647 года в Шверине Анна Мария вышла замуж за герцога Саксен-Вейсенфельского Августа, сына курфюрста Иоганна Георга I и Магдалены Сибиллы Прусской. У них родились:
- Магдалена Сибилла (1648—1681), принцесса Саксен-Вейсенфельсская, замужем за герцогом Фридрихом I Саксен-Гота-Альтенбургским
- Иоганн Адольф I (1649—1697), герцог Саксен-Вейсенфельс-Кверфуртский, женат на Иоганне Магдалене Саксен-Альтенбургской, 11 детей, затем на Кристине Вильгельмине Бюнауской, брак бездетный
- Август (1650—1674), принц Саксен-Вейсенфельсский, пастор Магдебургского собора, женат на Шарлотте Гессен-Эшвегской, 1 дочь (род. и ум. 1674)
- Кристиан (1652—1689), принц Саксен-Вейсенфельсский и генерал-фельдмаршал саксонской армии, не женат, бездетен
- Анна Мария (1653—1671), принцесса Саксен-Вейсенфельсская, замужем не была, детей не имела
- София (1654—1724), принцесса Саксен-Вейсенфельсская, замужем за Карлом Вильгельмом Ангальт-Цербстским, 3 детей
- Катарина (1655—1663), принцесса Саксен-Вейсенфельсская
- Кристина (1656—1698), принцесса Саксен-Вейсенфельсская, замужем за Августом Фридрихом Гольштейн-Готторпским, брак бездетный
- Генрих (1657—1728), герцог Саксен-Вейсенфельс-Барбиский, женат на Елизавете Альбертине Ангальт-Дессауской, 8 детей
- Альбрехт[англ.] (1659—1692), принц Саксен-Вейсенфельсский, женат на Кристиане Терезии Лёвенштейн-Вертгейм-Рошфор, 2 дочери
- Елизавета (1660—1663), принцесса Саксен-Вейсенфельсская
- Доротея (1662—1663), принцесса Саксен-Вейсенфельсская